# کیکونائه آکدا
کیکونائه آکدا (انگلیسی: Kikunae Ikeda؛ زاده ۸ اکتبر ۱۸۶۴ درگذشته ۳ مهٔ ۱۹۳۶) یک شیمی‌دان اهل ژاپن بود. او در سال ۱۹۰۸ موفق به شناسایی یک مزه جدید به نام اومامی شد که در کنار چهار مزه اصلی (شیرینی، شوری، ترشی و تلخی) قرار می‌گیرد.